# Gandersum
Gandersum is een klein dorp in het Landkreis Leer in de Duitse deelstaat Nedersaksen. Het dorp, gelegen aan de noordoever van de Eems, hoort bestuurlijk tot de gemeente Moormerland.
Gandersum wordt al genoemd in een lijst van bezittingen van het klooster te Werden uit 930. Het dorp wordt vermeld als Gondrikeshem. De kerk van het dorp stamt uit de veertiende eeuw.
Ter hoogte van Gandersum aan de noordoever en Nendorp aan de zuidoever ligt in de Eems de stormvloedkering Eemskering.
- Gemeinsame Normdatei: 7599973-0
- Virtual International Authority File: 235261111